# John Van Hoek
John Van Hoek (ur. 11 grudnia 1952) – australijski judoka. Olimpijczyk z Montrealu 1976, gdzie zajął siódme miejsce w wadze półśredniej.
Zdobył trzy medale mistrzostw Oceanii w latach 1975 – 1979. Mistrz Australii w latach 1975-1977 i 1982.

## Letnie Igrzyska Olimpijskie 1976
| Konkurencja | Eliminacje             | Eliminacje          | Eliminacje                 | Repasaże             | Klas. końcowa |
| Konkurencja | Przeciwnik I           | Przeciwnik II       | 1/4                        | Przeciwnik I         | Miejsce       |
| ----------- | ---------------------- | ------------------- | -------------------------- | -------------------- | ------------- |
| 70 kg       | Mok Cheuk Wing (HKG) Z | Lamine Wade (SEN) Z | Władimir Niewzorow (URS) P | Marian Tałaj (POL) P | 7.            |